# Skyshine's Bedlam
Skyshine's Bedlam è un videogioco strategico a turni pubblicato nel 2015 per macOS e Windows dalla Versus Evil LLC. Il giocatore deve guidare un gruppo di sopravvissuti attraverso le terre selvagge di un'ambientazione post-nucleare, gestendo sia il viaggio del loro veicolo blindato organizzando tappe e risorse, sia i combattimenti tattici a turni con visuale isometrica.
È il primo titolo della piccola software house Skyshine Games LLC di Austin, che ne ha realizzato poi la versione migliorata Skyshine's Bedlam: Redux!.